# Машену
Машену (латыш. Mašēnu ezers) — небольшое озеро, расположенное на юге Гаркалнского края, возле микрорайона Берги у восточной окраины Риги. Сообщается с рекой Югла через протоку.
Глубина — 2 м. Объём — 900 м³. Площадь — 34,9 га. Длина береговой линии — 2,4 км.
Ихтиофауна: Линь (до 2 кг), краснопёрка (до 1 кг), щука, карп, карась, лещ, окунь, угорь, плотва, густера и др.

## Загрязнённость
Помимо того, что обитает в этом озере 10 видов рыб, в озеро попадают загрязняющие вещества, их сбрасывают локальные очистные сооружения, которые плохо очищают сточные воды. Они же были построены в 1970 году для пансионата для большевиков (сейчас он закрыт, и на его месте работает центр социальной опеки Ezerkrasts). Содержание азотистых веществ составляет 15-20 мг/л (в основном — азота и фосфора). Тем более в озеро втекает река Малая Югла, она и озеро Югла могут быть в опасности. Но мелиоратор столицы Андрей Рейншмитс заметил: Очистные сооружения были построены в советское время, но они соответствуют требованиям правил Кабмина.